# Гай Сульпиций Петик
Гай Сульпи́ций Петик (лат. Gaius Sulpicius Peticus/Pythicus; V—IV века до н. э.) — римский политический деятель и военачальник, военный трибун с консульской властью 380 года до н. э., цензор 366 года до н. э., пять раз избиравшийся консулом (364, 361, 355, 353 и 351 гг.) и один раз — диктатором (358 год до н. э.).

## Происхождение
Гай Сульпиций принадлежал к старинному патрицианскому роду Сульпициев, происходившему, возможно, из Камерина. Первый Сульпиций из упоминающихся в источниках был консулом в 500 году до н. э., и в дальнейшем представители этого рода регулярно занимали высшие должности.
Капитолийские фасты называют преномены отца и деда Гая Сульпиция — Марк и Квинт соответственно; согласно родословной схеме, составленной Фридрихом Мюнцером (носящей, правда, во многом предположительный характер), дедом Петика мог быть Квинт Сульпиций Камерин Претекстат, консул 434 года до н. э. В этом случае его родными дядями могли быть трёхкратный военный трибун с консульской властью Сервий Сульпиций Руф и виновник поражения от галлов при Аллии Квинт Сульпиций Лонг, а двоюродным братом — четырёхкратный военный трибун с консульской властью Сервий Сульпиций Претекстат.
Гай Сульпиций был единственным представителем рода с когноменом «Петик» (Peticus или Pythicus).

## Биография
Во время трибуната Гая Сульпиция (380 год до н. э.) был назначен диктатор — Тит Квинкций Цинциннат Капитолин, победивший пренестинцев. Роль Петика в этих событиях неизвестна.
Дальнейшие карьерные успехи Гая Сульпиция начались сразу после принятия в 367 году до н. э. законов Лициния и Секстия, в значительной степени уравнявших плебеев и патрициев и восстановивших консулат. В 366 году Петик стал цензором; его коллегой был один из Постумиев, умерший в следующем году от чумы, так что Гаю Сульпицию пришлось сложить свои полномочия. Мюнцер предположил, что Гай Сульпиций был кандидатом от той части патрициата, которая была настроена дружелюбно по отношению к плебеям, и что поэтому смерть Постумия могла оказаться неслучайной: Петика могли принудить к досрочной отставке, убив его коллегу.
В том же году Гая Сульпиция выбрали консулом на следующий год — 364 до н. э. Ливий называет его коллегой Гая Лициния Столона; но согласно фастам это был Гай Лициний Кальв. По словам Ливия, «Ничего достопамятного за это время не произошло, если не считать лектистерния, устроенного для умиротворения богов в третий раз со времени основания Города». Эпидемия чумы продолжалась и в это консульство, и, чтобы умилостивить богов, были учреждены сценические игры.
В 362 году Гай Сульпиций принял участие в войне с герниками в качестве легата в войске одного из консулов, Луция Генуция Авентинского. В одном неудачном сражении Генуций погиб; Сульпиций возглавил успешную вылазку из лагеря и затем передал войско диктатору Аппию Клавдию. В этом же году его снова выбрали консулом.
Разные источники опять называют коллегой Петика или Гая Лициния Кальва или Гая Лициния Столона. Вместе консулы продолжили войну с герниками и взяли Ферентин. Позже в том же году был назначен диктатор; один из источников Ливия Лициний Макр утверждает, что диктатора назначил Гай Лициний, чтобы противодействовать намерению Петика добиться своего переизбрания, но Ливий подвергает это свидетельство сомнению.
Следующее упоминание Гая Сульпиция относится к 358 году до н. э., когда его назначили диктатором для войны со снова появившимися в Центральной Италии галлами. Эта война оказалась довольно затяжной, так как Гай Сульпиций не сразу решился на сражение. В конце концов он разгромил галлов и получил за это триумф; именно во время этой войны военный трибун Тит Манлий убил в единоборстве галла и снял с него ожерелье, за что получил агномен Торкват (Torquatus).
В 355 году до н. э. Гай Сульпиций некоторое время был интеррексом — пятым из восьми, назначавшихся один за другим для проведения консульских выборов. В конце концов выбраны были, вопреки законам Лициния и Секстия, двое патрициев; одним из них стал Гай Сульпиций (в третий раз), другим — Марк Валерий Публикола. В год этого консульства Петик воевал или вместе с коллегой против тибуртинцев, или один с Тарквиниями.
В 353 году до н. э. Сульпиций получил своё четвёртое консульство; его коллегой снова стал Марк Валерий. По жребию Петику досталась война с Тарквиниями. Позже, когда Цере выступил на стороне Тарквиний, командование в этой войне получил специально избранный диктатор.
Когда Гай Сульпиций во второй раз стал интеррексом (конец 352 года до н. э.), консулами снова были избраны два патриция, и снова одним из них оказался бывший интеррекс. Это было его пятое и последнее консульство. В этот год (351 до н. э.) Гай Сульпиций смог, наконец, принудить к миру Тарквинии. Больше он в источниках не упоминается.

## Характеристика в источниках
Ливий называет Гая Сульпиция в числе других римских полководцев, «мужей великих», которые смогли бы противостоять Александру Македонскому в случае его вторжения в Италию, так как «любой из них был наделён таким же мужеством и умом, как и Александр».